# Euphorbia ankarensis
Euphorbia ankarensis ist eine Pflanzenart aus der Gattung Wolfsmilch (Euphorbia) in der Familie der Wolfsmilchgewächse (Euphorbiaceae).

## Beschreibung
Die sukkulente Euphorbia ankarensis wächst mit einfachen und etwa drei Zentimeter dicken Trieben bis in einen Meter Höhe. Die korkige Oberfläche der Triebe reißt auf, ist grau gefärbt und dicht bedeckt mit ungefähr acht senkrechten Reihen von Blattnarben. Die eiförmigen Blätter stehen in einer endständigen Rosette, werden etwa acht Zentimeter lang und vier Zentimeter breit. Sie sind kurzlebig und besitzen einen ein Zentimeter langen, nur wenig behaarten Blattstiel. Die Nebenblätter sind zu Reihen aus senkrecht stehenden und dicht verzweigten Borsten umgebildet.
Es werden nahezu endständige Cymen ausgebildet, die in der Regel zweifach gegabelt sind. Sie sind fast sitzend, mehr oder weniger herabhängend und befinden sich dicht an der Triebspitze. Die gelbgrünen bis fast purpurroten Cyathophyllen werden 15 Millimeter breit und 16 Millimeter lang. Sie umgeben die bis etwa fünf Millimeter großen Cyathien. Die elliptischen Nektardrüsen sind gelblich gefärbt und der Fruchtknoten ist nahezu sitzend. Über die Frucht und den Samen ist nichts bekannt.

## Verbreitung und Systematik
Euphorbia ankarensis ist endemisch in Nordwest-Madagaskar, in Spalten auf Kalksteinfelsen verbreitet. Die Art steht auf der Roten Liste der IUCN und gilt als stark gefährdet (Endangered).
Die Erstbeschreibung der Art erfolgte 1942 durch Pierre L. Boiteau.